# 美國腎臟學會期刊
美國腎臟學會期刊（Journal of the American Society of Nephrology）為屬於同行評審且涵蓋所有腎臟學的醫學期刊。 它成立於1966年，由美國腎臟學會出版。總編輯是卡爾·納斯（Karl Nath）。 根據“期刊引证报告”，該期刊於2014年的影响因子為9.343，在腎臟學領域排名第一。

## 摘要及索引之資料庫
本期刊可以在以下數據庫中進行摘要及索引的查閱：
- CINAHL
- Current Contents/臨床醫學資料庫
- MEDLINE
- 科学引文索引（SCI）
- 斯高帕斯数据库（Scopus）

## 參閱
- 腎功能
- 腎生理學

## 外部期刊
- 官方网站